# Anne Bärenz
Anne Bärenz (* 26. Oktober 1950 in Hainstadt; † 26. August 2005 in Frankfurt am Main) war eine deutsche Sängerin, Pianistin und eine lokale Größe im hessischen und insbesondere Frankfurter Musikleben.

## Leben
Bärenz wurde 1950 in Hainstadt bei Seligenstadt geboren. Schon mit fünf Jahren machte Anne Bärenz ihre ersten Übungen am Klavier, worauf sie mit sieben Jahren den ersten Unterricht erhielt. Später studierte sie an der Frankfurter Musikhochschule Klavier.
Anne Bärenz wollte jedoch weder Klavierlehrerin noch Konzertpianistin werden, sondern bevorzugte den risikoreichen Weg zwischen E- und U-Musik. Hier entwickelte sie eine so behutsame wie humorvolle Synthese zwischen der klassischen Literatur und Popsongs. Sie musizierte und lebte mit dem Cellisten Frank Wolff. In den 1980er und 90er Jahren spielten beide unter anderem zusammen mit Jos Rinck und Willi Kappich im Frankfurter Kurorchester eine abwechslungsreiche Mischung aus Rock, Blues, Jazz und klassischen Elementen. Seit 2002 trat sie mit Frank Wolff, Sabine Fischmann, Ali Neander und Markus Neumeyer im Neuen Frankfurter Schulorchester auf, wo sie auch Blues- und Rocksongs vortrug.
Bärenz interpretierte Texte von Robert Gernhardt und Heinrich Heine. Ihr Musizier- und Kompositionsstil war einer collagenartigen Verdichtung von einander widersprechenden Elementen verpflichtet.
Anne Bärenz starb mit 54 Jahren in Frankfurt am Main an Krebs. Bei der Trauerfeier am 2. September 2005 auf dem Frankfurter Hauptfriedhof nahmen Regina Michalke und F. W. Bernstein mit persönlichen Erinnerungen von ihr Abschied.

## Weblinks

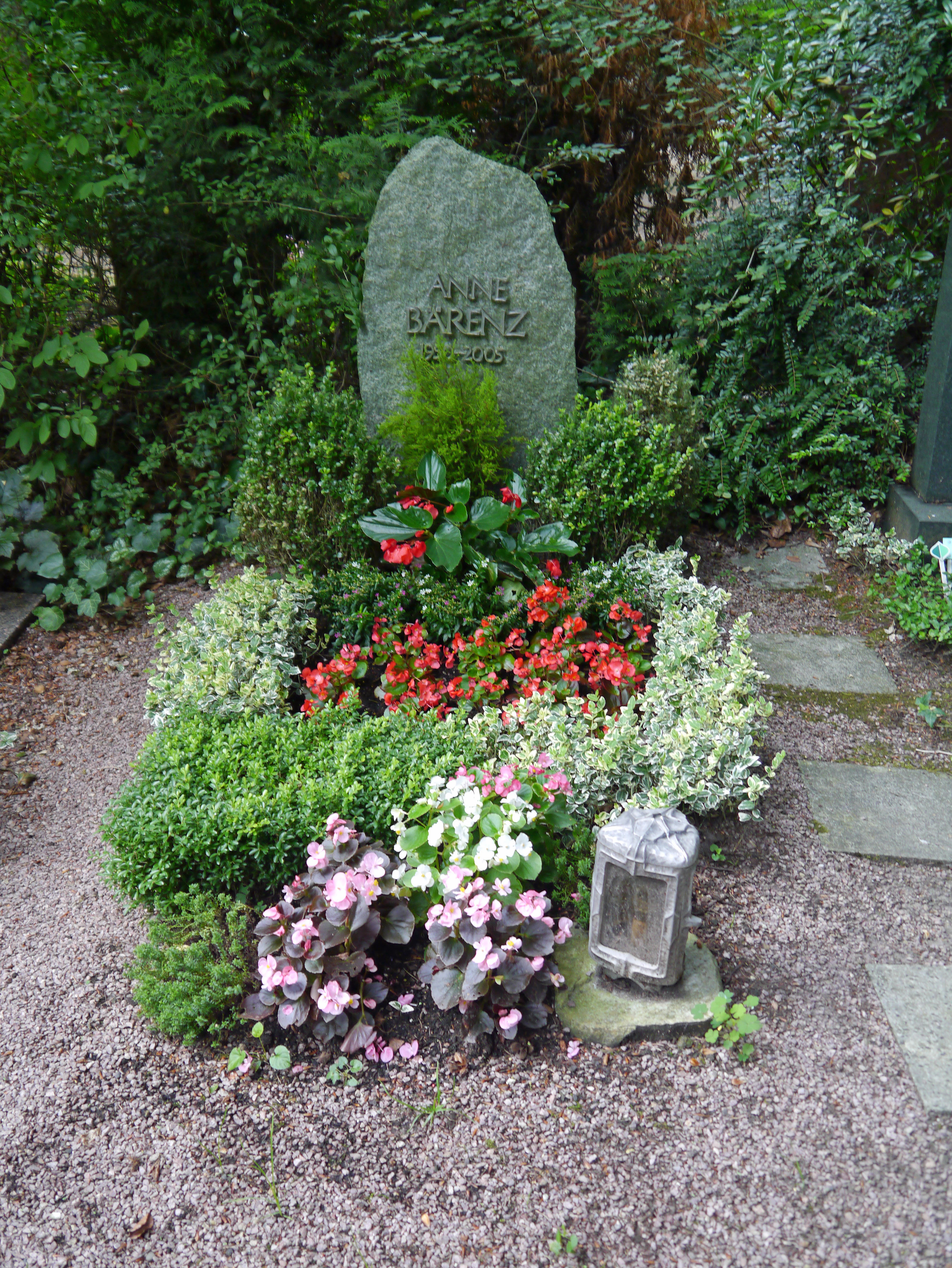
Grab von Anne Bärenz in Frankfurt am Main